# Stívos (Thessalonique)
Stívos (grec moderne : Στίβος) est une localité située dans le dème de Vólvi, dans le district régional de Thessalonique, dans la periphérie de Macédoine-Centrale, en Grèce.
Selon le recensement de 2011, elle compte 576 habitants.